# (4443) Paulet
(4443) Paulet ist ein Hauptgürtelasteroid, der am 10. September 1985 vom belgischen Astronomen Henri Debehogne vom La-Silla-Observatorium (IAU-Code 809) der Europäischen Südsternwarte in Chile aus entdeckt wurde.
Benannt wurde der Asteroid am 31. August 2012 nach dem peruanischen Wissenschaftler Pedro Paulet (1874–1945), der 1895 einen mit Flüssigtreibstoff betriebenen Raketenmotor baute.